# 2024 في فلسطين
فيما يلي أبرز قوائم الأحداث التي وقعت في دولة فلسطين خلال عام 2024:

## أحداث

### أحداث جارية حاليًا
- عملية طوفان الأقصى (منذ 7 أكتوبر 2023)
- الحرب الفلسطينية الإسرائيلية 2023 (منذ 7 أكتوبر 2023)

### يناير
- 12 يناير: أعلنت ألمانيا عن انضمامها إلى محاكمة إسرائيل بتهمة الإبادة الجماعية في محكمة العدل الدولية كطرف ثالث.[1] رفضت الحكومة الألمانيّة تهمة ارتكاب "أعمال الإبادة" الموجَّهة لإسرائيل أمام محكمة العدل الدوليّة، مُحذّرة من "الاستغلال السياسي" لهذه التُهمة.[2][3]
- 18 يناير: نسف الجيش الإسرائيلي مبنى جامعة الإسراء الرئيسي في بلدة الزهراء قُرب مدينة غزة.[4][5]
- 18 يناير: أعلنت منظمة العالم الإسلامي للتربية والعلوم والثقافة "الإيسيسكو" عن تنصيب الأكاديمي الفلسطيني مروان عورتاني مستشارًا رفيع المستوى للمنظمة، وبذلك تولى عورتاني "دورًا قياديًا" في المنظمة في سبيل تطوير قطاع التربية والتعليم.[6]

### فبراير
- 6 فبراير: ذكرت وزارة الخارجية الإسرائيلية أن رئيس الأرجنتين خافيير مايلي قد أعلن عند وصوله تل أبيب عزم بلاده نقل مقر السفارة الأرجنتينية لدى إسرائيل من تل أبيب إلى القدس.[7] استنكرت دولة فلسطين ذلك.[8]
- 26 فبراير:
  - أعلن محمد اشتية عن وضعه استقالة حكومته تحت تصرف الرئيس عباس منذ 20 فبراير 2024.[9]
  - قَبِل الرئيس عباس استقالة حكومة اشتية وكلفها بتسيير أعمال الحكومة مؤقتًا لحين تشكيل حكومة جديدة.[10]
  - نُظمت وقفة احتجاجية أمام مقر الممثلية الأرجنتينية لدى دولة فلسطين في مدينة البيرة احتجاجًا على قرار الرئيس الأرجنتيني نقل سفارته لدى إسرائيل إلى مدينة القدس.[7]

### مارس
- 7 مارس: دمرت الطائرات الحربية الإسرائيلية مقر الاتحاد العام لنقابات عمال فلسطين في مدينة غزة المكون من 5 طبقات.[11]
- 31 مارس: أدت حكومة محمد مصطفى اليمين القانونية أمام الرئيس الفلسطيني محمود عباس في مقر الرئاسة الفلسطينية في البيرة.

### أبريل
- 16 أبريل: أكد رئيس وزراء إسبانيا بيدرو سانشيز عزم بلاده اتخاذ خطوة الاعتراف بدولة فلسطين.[12]

### مايو
- 7 مايو: بدأ الهجوم الإسرائيلي على رفح، واحتلال معبر رفح.
- 8 مايو: نتيجةً للهجوم الإسرائيلي على رفح الذي بدأ في 7 مايو 2024، أُعلن عن إخلاء مستشفى الشهيد أبو يوسف النجار الحكومي وخروجه عن الخدمة.[13]
- 27 مايو: قتل الجيش الإسرائيلي اثنان من موظفي مستشفى الكويت التخصصي على بوابته. أُعلن عن خروج المستشفى عن الخدمة ونقل موظفيه إلى مشفى ميداني أسسه المستشفى باسم "مستشفى شفاء فلسطين الميداني" في منطقة المواصي.[14]
- 22 مايو: أعلنت إسبانيا والنرويج وجمهورية أيرلندا اعترافهما بدولة فلسطين اعتبارًا من 28 مايو 2024.
- 27 مايو: أرسلت وزارة الخارجية الإسرائيلية برقيةً إلى القنصلية الإسبانية العامة في القدس تحظر عليها تقديم أي خدمات لسكان الأراضي الفلسطينية اعتبارًا من بداية شهر يونيو 2024. كما حذرتها من إجراءات أخرى إذا ما تم تطبيق التعليمات.[15]
- 28 مايو: سريان قرار جمهورية أيرلندا، والنرويج وإسبانيا الاعتراف بدولة فلسطين الذي أعلن عنه في 22 مايو 2024 وذلك على حدود 4 يونيو 1967.[16][17][18][19]

### يونيو
- 4 يونيو:
  - شارك رياض المالكي المبعوث الخاص للرئيس الفلسطيني والمستشار لشؤون العلاقات الدولية في حفل تنصيب رئيس السلفادور المنتخب نجيب بوكيلة والذي يُعد من أصول فلسطينية. ذكر بوكيلة نية بلاده تعيين سفير غير مقيم لدى فلسطين.[20]
  - التقى رياض المالكي على هامش حفل تنصيب رئيس السلفادور المنتخب نجيب بقيلة برئيسة جمهورية هندوراس زيومارا كاسترو وقد ناقشا العلاقات بين البلدين والحرب الإسرائيلية على غزة. طلب المالكي اتخاذ إجراءات فورية لنقل سفارة هندوراس لدى إسرائيل من القدس إلى تل أبيب. لاحقًا أعطت كاسترو تعليماتها لوزير خارجية هندوراس بتنفيذ الطلب. كما توافق الطرفان على افتتاح سفارة لدولة فلسطين في العاصمة تيغوسيغالبا عند انتهاء إجراءات نقل السفارة، وتعزيز العلاقات الثنائية نظرًا لوجود أكثر من 150 ألف مواطن في هندوراس من أصول فلسطينية.[21]
  - جمهورية سلوفينيا تعلن الاعتراف بدولة فلسطين، ما يرفع عدد الدول المعترفة بالدولة الفلسطينية إلى 148 من بين 194 دولة.[22][23]
- 5 يونيو: أقر الكنيست الإسرائيلي قانونًا بالقراءة الأولى يمنع فتح بعثات دبلوماسية بالقدس لخدمة الفلسطينيين.[24]
- 19 يونيو: أعلنت الحكومة الليبية استثناء مواطني فلسطين من رسوم التأشيرة والإقامة.[25]
- 21 يونيو: جمهورية أرمينيا تعلن الاعتراف بدولة فلسطين، ما يرفع عدد الدول المعترفة بالدولة الفلسطينية إلى 149 من بين 194 دولة.[26]

### يوليو
- 1 يوليو: الاحتلال الإسرائيلي يُفرج عن 50 أسيرًا فلسطينيًا من قطاع غزة كان قد اعتقلهم خلال الاجتياحات للمناطق الفلسطينية ومن بينهم مدير مجمع الشفاء الطبي محمد أبو سلمية الذي اعتقل في نوفمبر 2023.[27]
- 8 يوليو: دمرت جرافات الاحتلال الإسرائيلي مدرسة خلة عميرة الأساسية الحكومية الواقعة في تجمع أم لصفا التابع لبلدية خلة المية شرق مدينة يطا جنوب شرق محافظة الخليل.[28]
- 18 يوليو: الكنيست الإسرائيلي يصادق على قرار برفض إقامة دولة فلسطينية، ونص القرار على أن إقامة دولة فلسطينية تشكل «خطرًا وجوديًّا على دولة إسرائيل ومواطنيها، وسيؤدي إلى تمديد النزاع الإسرائيلي الفلسطيني وزعزعة استقرار المنطقة».[29] جاء التصويت بموافقة 68 نائبًا ومعارضة 8.[30]

### سبتمبر
- 11 سبتمبر: فلسطين تحصل على مقعد رسمي في الجمعية العامة للأمم المتحدة لأول مرة.[31]
- 30 سبتمبر: أصدر الرئيس عباس قرارًا بقانون لتغيير اسم وزارة الاتصالات وتكنولوجيا المعلومات إلى وزارة الاتصالات والاقتصاد الرقمي.[32]

### أكتوبر
- 3 أكتوبر: قصفت إسرائيل مبنىً سكنيًا يضم مقهىً شعبيًا في مخيم طولكرم في مدينة طولكرم بواسطة طائرة حربية مُقاتلة من نوع إف-16، مما أدى إلى مقتل 20 فلسطينيًا على الأقل وإصابة آخرين بجروحٍ خطيرة، وقد وُصفت الغارة الجوية بأنها "مجزرة دامية"، ولتكون أكبر مجزرة في الضفة الغربية مُنذ الانتفاضة الفلسطينية الثانية، كما أنها المرة الأولى مُنذ الانتفاضة الفلسطينية الثانية التي تستخدم فيها إسرائيل الطيران الحربي في قصف الضفة الغربية.[33]
- 12 أكتوبر: دعت كلاوديا شينباوم الرئيس الجديد للمكسيك إلى الاعتراف بدولة فلسطين.[34]

### نوفمبر
- في 27 نوفمبر 2024 أقر الرئيس محمود عباس إعلانا دستوريا يقضي بتولي رئيس المجلس الوطني روحي فتوح مهام رئيس السلطة الفلسطينية في حال شغور المنصب لمدة لا تزيد على 90 يوماً تجري خلالها انتخابات رئاسية حرة، وفي حال تعذر إجراء الانتخابات خلال تلك المدة لقوة قاهرة، تمدد بقرار من المجلس المركزي الفلسطيني لفترة أخرى، ولمرة واحدة فقط.[35]

### ديسمبر
- 15 ديسمبر: افتتح رئيس الوزراء الفلسطيني محمد مصطفى محطةً للطاقة الشمسية في المستشفى الفلسطيني الفنزويلي للعيون بقدرة 175 كيلو واط في وقت الذروة.[36]

## السياسة
الرئيس: محمود عباس.
رئيس الحكومة:
- محمد اشتية (حتى 31 مارس 2024)
- محمد مصطفى (منذ 31 مارس 2024)

### تعيينات وتكليفات
| الرقم | الاسم                                        | صورة | تاريخ البدء    | المنصب                                                           | ملاحظات                                                      | مرجع          |
| ----- | -------------------------------------------- | ---- | -------------- | ---------------------------------------------------------------- | ------------------------------------------------------------ | ------------- |
| 1     | أمل فرج (Q124481328)                         |      | 1 يناير 2024   | قائم بأعمال رئيس ديوان الرقابة الإدارية والمالية                 |                                                              |               |
| 2     | خالد اطميزي (Q124318336)                     |      | يناير 2024     | وكيل وزارة التنمية الاجتماعية                                    |                                                              |               |
| 3     | عبد القادر التعمري (Q124499327)              |      | 11 فبراير 2024 | مدير عام جهاز الأمن الوقائي                                      |                                                              |               |
| 4     | ضرار عليان (Q124708701)                      |      | 21 فبراير 2024 | رئيس جامعة نابلس للتعليم المهني والتقني                          |                                                              | [ 37 ]        |
| 5     | رأفت أبو ناموس (Q124708787)                  |      | 28 فبراير 2024 | قائم بأعمال مدير عام الخدمات الطبية العسكرية                     |                                                              |               |
| 6     | خالد عبد العزيز طه دودين (Q124735359)        |      | 3 مارس 2024    | محافظ محافظة الخليل                                              | كان مسيرًا لأعمال المنصب بين 10 أغسطس 2023 و3 مارس 2024.      | [ 38 ]        |
| 7     | غسان دغلس (Q124736052)                       |      | 3 مارس 2024    | محافظ محافظة نابلس                                               | كان مسيرًا لأعمال المنصب بين 14 أغسطس 2023 و3 مارس 2024.      | [ 38 ]        |
| 8     | كمال أبو الرب (Q123536602)                   |      | 3 مارس 2024    | محافظ محافظة جنين                                                | كان مسيرًا لأعمال المنصب بين 10 أغسطس 2023 و3 مارس 2024.      | [ 38 ]        |
| 9     | حسين جاد الله حسين حمايل (Q124791235)        |      | 7 مارس 2024    | محافظ محافظة أريحا والأغوار                                      | كان ناطقًا رسميًا باسم حركة فتح                                | [ 39 ]        |
| 10    | حسام أبو حمده (Q124801083)                   |      | 9 مارس 2024    | محافظ محافظة قلقيلية                                             | كان مسيرًا لأعمال المنصب بين 10 أغسطس 2023 و9 مارس 2024.      | [ 40 ]        |
| 11    | مصطفى طقاطقة (Q124801110)                    |      | 9 مارس 2024    | محافظ محافظة طولكرم                                              | كان مسيرًا لأعمال المنصب بين 10 أغسطس 2023 و9 مارس 2024.      | [ 41 ]        |
| 12    | أحمد الأسعد (Q124801122)                     |      | 9 مارس 2024    | محافظ محافظة طوباس والأغوار الشمالية                             | كان مسيرًا لأعمال المنصب بين 10 أغسطس 2023 و9 مارس 2024.      | [ 42 ]        |
| 13    | محمد طه حسن أبو عليا (Q124801133)            |      | 9 مارس 2024    | محافظ محافظة بيت لحم                                             | كان مسيرًا لأعمال المنصب بين 10 أغسطس 2023 و9 مارس 2024.      | [ 43 ]        |
| 14    | محمد عبد الله محمد مصطفى                     |      | 14 مارس 2024   | رئيس الحكومة التاسعة عشرة المُكلف                                 | كُلف بتشكيل الحكومة                                           | [ 44 ]        |
| 15    | محمد عبد الغني عبد الرازق عبد الخالق العويوي |      | 17 مارس 2024   | رئيس مجلس القضاء الأعلى رئيس المحكمة العليا ورئيس محكمة النقض    |                                                              | [ 45 ]        |
| 16    | إياد جودة                                    |      | 15 أبريل 2024  | رئيس مجلس إدارة صندوق الاستثمار الفلسطيني                        |                                                              | [ 46 ]        |
| 17    | أحمد عبد السلام حسن مجدلاني                  |      | 31 مارس 2024   | رئيسًا لمجلس أمناء المؤسسة الوطنية الفلسطينية للتمكين الاقتصادي   |                                                              | [ 47 ]        |
| 18    | رامي وليد كامل الحمد الله                    |      | 1 أبريل 2024   | رئيس لجنة الانتخابات المركزية                                    | كان رئيسًا للوزراء بين عامي 2013 و2019                        | [ 48 ]        |
| 19    | عدنان نايف عبد الرحيم سمارة                  |      | 1 أبريل 2024   | رئيس مجلس إدارة المجلس الأعلى للإبداع والتميز                    | يُعد رئيسًا للمجلس منذ تأسيسه عام 2012 وجُدد له لفترة ثالثة.    | [ 49 ]        |
| 20    | زياد محمود حسين أبو عمرو                     |      | 2 أبريل 2024   | رئيس مجلس إدارة المؤسسة الوطنية لتوثيق تاريخ فلسطين وحفظ الذاكرة | مؤسسة تأسست في 1 فبراير 2024                                 | [ 50 ]        |
| 21    | رياض نجيب عبد الرحمن مالكي                   |      | 21 أبريل 2024  | مستشارًا لرئيس الدولة للشؤون الدولية، ومبعوثه الخاص               | عمل وزيرًا للخارجية بين عامي 2009 و2024                       | [ 51 ]        |
| 22    | نائل غازي جوزيف ترزي (Q125883220)            |      | 8 مايو 2024    | مديرًا عامًا للخدمات الطبية العسكرية                               |                                                              |               |
| 23    | أمل فرج (Q124481328)                         |      | 27 مايو 2024   | رئيسًا لديوان الرقابة الإدارية والمالية                           |                                                              | [ 52 ] [ 53 ] |
| 24    | علاء صلاح سعيد التميمي (Q126393480)          |      | 6 يونيو 2024   | رئيسًا لسلطة الأراضي وبدرجة وزير                                  | كان قائمًا بالأعمال بين يونيو 2022 ويونيو 2024                | [ 54 ] [ 55 ] |
| 25    | علام عمر عبد القادر السقا                    |      | 1 سبتمبر 2024  | مديرًا عامًا للمديرية العامة للشرطة الفلسطينية                     | كان مسؤولًا عن وحدة الأمن والحماية بالحرس الرئاسي الفلسطيني   | [ 56 ]        |
| 26    | زياد ميمي (Q131195276)                       |      | 15 أكتوبر 2024 | رئيسًا لسلطة المياه وبدرجة وزير                                   |                                                              | [ 57 ]        |
| 27    | إبراهيم محمود رشيد الشاعر                    |      | 31 أكتوبر 2024 | رئيسًا لجامعة القدس المفتوحة                                      | كان وزيرًا للشؤون الاجتماعية في حكومة رامي الحمد الله الثالثة | [ 58 ]        |
| 28    | ناصر موسى عمران "البوريني"                   |      | 17 نوفمبر 2024 | مديرًا لجهاز الارتباط العسكري الفلسطيني                           |                                                              | [ 59 ]        |
| 29    | منير عايد سالم الزعبي                        |      | 24 نوفمبر 2024 | مستشارًا لرئيس الدولة للشؤون العسكرية                             |                                                              | [ 60 ]        |
| 30    | محمد دعاجنة (Q130740333)                     |      | 24 نوفمبر 2024 | قائدًا للحرس الرئاسي الفلسطيني                                    |                                                              | [ 61 ]        |
| 31    | أحمد عوض                                     |      | نوفمبر 2024    | مديرًا لهيئة التنظيم والإدارة العسكرية                            |                                                              |               |
| 32    | وليد ياسر حمد                                |      | 1 ديسمبر 2024  | رئيسًا لهيئة الإمداد والتجهيز العسكرية                            |                                                              |               |
| 33    | عزام عبد الكريم رشدي الشوا                   |      | 15 ديسمبر 2024 | رئيسا لمجلس إدارة مؤسسة إدارة وتنمية أموال اليتامى               |                                                              | [ 62 ]        |
| 34    | محمد شعيب خليل مناصرة                        |      | 21 ديسمبر 2024 | نائبا لمحافظ سلطة النقد الفلسطينية                               |                                                              | [ 63 ]        |

### انتهاء مهام وإعفاءات واستقالات
| الرقم | الاسم                            | صورة | تاريخ الانتهاء | سبب الانتهاء | المنصب                                                                             | ملاحظات             | مرجع         |
| ----- | -------------------------------- | ---- | -------------- | ------------ | ---------------------------------------------------------------------------------- | ------------------- | ------------ |
| 1     | حكومة محمد اشتية                 |      | 26 فبراير 2024 | استقالة      |                                                                                    | كُلفت بتسيير الأعمال | [ 9 ] [ 10 ] |
| 2     | عيسى عبد الكريم إبراهيم أبو شرار |      | 12 مارس 2024   | استقالة      | رئيس مجلس القضاء الأعلى                                                            |                     | [ 64 ]       |
|       | نبيل أحمد عثمان أبو زنيد         |      | أغسطس 2024     | تقاعد        | سفير دولة فلسطين لدى البرتغال                                                      |                     |              |
| 3     | منير عبد الله علي غنام           |      | أغسطس 2024     | تقاعد        | سفير دولة فلسطين لدى قطر                                                           |                     |              |
| 4     | زهير محمد حمد الله دار زيد       |      | أغسطس 2024     | انتهاء مهام  | سفير دولة فلسطين لدى سريلانكا                                                      |                     |              |
| 5     | "أحمد جواد" أمين عبد الفتاح ربعي |      | أغسطس 2024     | تقاعد        | سفير دولة فلسطين لدى باكستان                                                       |                     | [ 65 ]       |
| 6     | يوسف علي يوسف الحلو              |      | 1 سبتمبر 2024  | تقاعد        | مدير عام شرطة فلسطين                                                               |                     | [ 56 ]       |
| 7     | روان طارق زكي أبو يوسف           |      | 2 ستبمبر 2024  | انتهاء مهام  | سفيرة دولة فلسطين لدى هولندا                                                       |                     |              |
| 8     | باسم عبد الله يوسف حمدان الآغا   |      | ستبمبر 2024    | تقاعد        | سفير دولة فلسطين لدى السعودية                                                      |                     |              |
| 9     | مازن محمد راتب غنيم              |      | ستبمبر 2024    | انتهاء مهام  | رئيس سلطة المياه                                                                   |                     |              |
| 10    | منير أنسطاس (Q121177017)         |      | 30 سبتمبر 2024 | انتهاء مهام  | مندوب فلسطين الدائم لدى يونسكو                                                     |                     | [ 66 ]       |
| 11    | سمير داود موسى النجدي            |      | 31 أكتوبر 2024 | إعفاء        | رئيس جامعة القدس المفتوحة                                                          |                     | [ 67 ]       |
| 12    | يوسف دخل الله                    |      | نوفمبر 2024    | تقاعد        | رئيس هيئة التنظيم والإدارة                                                         |                     |              |
| 13    | منير عايد سالم الزعبي            |      | نوفمبر 2024    | انتهاء مهام  | قائد الحرس الرئاسي الفلسطيني                                                       |                     |              |
| 14    | طلال عثمان جبر دويكات            |      | نوفمبر 2024    | انتهاء مهام  | المفوض العام لهيئة التوجيه السياسي والوطني والناطق باسم الأجهزة الأمنية الفلسطينية |                     |              |
| 15    | نادية رشيد                       |      | نوفمبر 2024    | انتهاء مهام  | سفيرة دولة فلسطين لدى الأوروغواي                                                   |                     |              |
| 16    | فريز مهداوي                      |      | 2024           | تقاعد        | سفير دولة فلسطين لدى الصين                                                         |                     |              |
| 17    | ماهر الكركي (Q120972823)         |      | 24 ديسمبر 2024 | انتهاء مهام  | مندوب دولة فلسطين الدائم لدى منظمة التعاون الإسلامي                                |                     | [ 68 ]       |

### اعتمادات دبلوماسية

#### سفراء فلسطين
| الرقم | رئيس البعثة الدبلوماسية     | صورة           | تاريخ الاعتماد الدبلوماسي             | المنصب                                | مستوى التمثيل         | مرجع          |
| ----- | --------------------------- | -------------- | ------------------------------------- | ------------------------------------- | --------------------- | ------------- |
| 1     | ناصر جاد الله (Q130262384)  |                | 27 يونيو 2024                         | سفير دولة فلسطين لدى الرأس الأخضر     | سفير غير مقيم         | [ 69 ]        |
| 2     | فادي فيصل حمدي الحسيني      |                | 15 أغسطس 2024                         | سفير دولة فلسطين لدى المجر            | سفير مفوض وفوق العادة | [ 70 ]        |
| 3     | نصري خليل سليم أبو جيش      |                | 23 أغسطس 2024                         | سفير دولة فلسطين لدى بلغاريا          | سفير مفوض وفوق العادة | [ 71 ]        |
| 4     | حسني محمد أحمد عبد الواحد   |                | 29 أغسطس 2024                         | سفير دولة فلسطين لدى إسبانيا          | سفير مفوض وفوق العادة | [ 72 ]        |
| 5     | فايز أبو الرب (Q130237193)  |                | 3 سبتمبر 2024                         | سفير دولة فلسطين لدى قطر              | سفير مفوض وفوق العادة | [ 73 ] [ 74 ] |
| 6     | رأفت بدران (Q130256795)     |                | 6 سبتمبر 2024                         | سفير دولة فلسطين لدى نيكاراغوا        | سفير مفوض وفوق العادة | [ 75 ]        |
| 7     | عمار حجازي (Q124259105)     |                | 12 سبتمبر 2024                        | سفير دولة فلسطين لدى هولندا           | سفير مفوض وفوق العادة | [ 76 ]        |
| 8     | روان طارق زكي أبو يوسف      |                | 23 سبتمبر 2024                        | سفير دولة فلسطين لدى البرتغال         | سفير مفوض وفوق العادة | [ 77 ]        |
| 9     | أمل عزمي صالح جادو          |                | 16 أكتوبر 2024                        | سفير دولة فلسطين لدى بلجيكا           | سفير مفوض وفوق العادة | [ 78 ]        |
| 9     | أمل عزمي صالح جادو          | 28 نوفمبر 2024 | سفير دولة فلسطين لدى الاتحاد الأوروبي | مندوب دائم                            | [ 79 ]                |               |
| 10    | أدهم زين الدين (Q131197087) |                | 23 أكتوبر 2024                        | سفير دولة فلسطين لدى طاجيكستان        | سفير مفوض وفوق العادة | [ 80 ]        |
| 11    | زهير محمد حمد الله دار زيد  |                | 28 أكتوبر 2024                        | سفير دولة فلسطين لدى باكستان          | سفير مفوض وفوق العادة | [ 81 ]        |
| 12    | ليندا صبح                   |                | 30 أكتوبر 2024                        | سفير دولة فلسطين لدى أنتيغوا وباربودا | سفير غير مقيم         | [ 82 ]        |
| 13    | نادية رشيد                  |                | 4 نوفمبر 2024                         | سفير دولة فلسطين لدى المكسيك          | سفير مفوض وفوق العادة |               |
| 14    | مازن محمد راتب غنيم         |                | 5 نوفمبر 2024                         | سفير دولة فلسطين لدى السعودية         | سفير مفوض وفوق العادة | [ 83 ]        |

#### سفراء لدى فلسطين
| الرقم | رئيس البعثة الدبلوماسية                    | صورة           | تاريخ الاعتماد الدبلوماسي | مكان الاعتماد الدبلوماسي                                                             | بلد البعثة       | مستوى التمثيل                                      | مُستلم أوراق الاعتماد | مرجع    |
| ----- | ------------------------------------------ | -------------- | ------------------------- | ------------------------------------------------------------------------------------ | ---------------- | -------------------------------------------------- | -------------------- | ------- |
| 1     | سبستيان مولينا (Q124294239)                |                | 14 يناير 2024             | مقر وزارة الخارجية والمغتربين الفلسطينية                                             | تشيلي            | رئيس مكتب تمثيل                                    | رياض المالكي         | [ 84 ]  |
| 1     | سبستيان مولينا (Q124294239)                | 24 فبراير 2024 | مقر الرئاسة الفلسطينية    | الرئيس محمود عباس                                                                    | تشيلي            | رئيس مكتب تمثيل                                    | [ 85 ]               |         |
| 2     | كريستوف ستيرنات (Q124294208)               |                | 14 يناير 2024             | مقر وزارة الخارجية والمغتربين الفلسطينية                                             | النمسا           | رئيس مكتب تمثيل                                    | رياض المالكي         | [ 86 ]  |
| 3     | ميهاي فلورين بلغاريو (Q124302621)          |                | 16 يناير 2024             | مقر وزارة الخارجية والمغتربين الفلسطينية                                             | رومانيا          | رئيس مكتب تمثيل                                    | رياض المالكي         | [ 87 ]  |
| 4     | فيليم ماكلوفلين                            |                | 24 فبراير 2024            | مقر الرئاسة الفلسطينية                                                               | جمهورية أيرلندا  | رئيس مكتب تمثيل                                    | الرئيس محمود عباس    | [ 88 ]  |
| 5     | نيكولاس كاسيانيديس                         |                | 24 فبراير 2024            | مقر الرئاسة الفلسطينية                                                               | فرنسا            | قنصل عام                                           | الرئيس محمود عباس    | [ 89 ]  |
| 6     | إلهام نظرلي (Q122317888)                   |                | 24 فبراير 2024            | مقر الرئاسة الفلسطينية                                                               | أذربيجان         | رئيس مكتب تمثيل                                    | الرئيس محمود عباس    | [ 90 ]  |
| 7     | ألكسندر شتوتسمان (Q122368161)              |                | 24 فبراير 2024            | مقر الرئاسة الفلسطينية                                                               | الاتحاد الأوروبي | رئيس مكتب تمثيل                                    | الرئيس محمود عباس    | [ 91 ]  |
| 8     | ديمتريوس أنجيلوسوبولوس                     |                | 24 فبراير 2024            | مقر الرئاسة الفلسطينية                                                               | اليونان          | قنصل عام                                           | الرئيس محمود عباس    | [ 92 ]  |
| 9     | روبيرتو مانويل سيباستيان موراليس هيرنانديز |                | 24 فبراير 2024            | مقر الرئاسة الفلسطينية                                                               | نيكاراغوا        | رئيس مكتب تمثيل                                    | الرئيس محمود عباس    | [ 93 ]  |
| 10    | فرناندو أرويو                              |                | 21 مارس 2024              | مقر وزارة الخارجية والمغتربين الفلسطينية                                             | الأوروغواي       | رئيس مكتب تمثيل                                    | رياض المالكي         | [ 94 ]  |
| 11    | حمد بن راشد المري (Q125797027)             |                | 5 مايو 2024               | مقر الرئاسة الفلسطينية                                                               | الكويت           | سفير غير مقيم                                      | الرئيس محمود عباس    | [ 95 ]  |
| 12    | ريتا هيرنكسار                              |                | 8 مايو 2024               | مقر الرئاسة الفلسطينية                                                               | المجر            | رئيس مكتب تمثيل                                    | الرئيس محمود عباس    | [ 96 ]  |
| 13    | دومينيكو بيلاتو                            |                | 8 مايو 2024               | مقر الرئاسة الفلسطينية                                                               | إيطاليا          | قنصل عام                                           | الرئيس محمود عباس    | [ 97 ]  |
| 14    | فرناندو أرويو                              |                | 8 مايو 2024               | مقر الرئاسة الفلسطينية                                                               | الأوروغواي       | رئيس مكتب تمثيل                                    | الرئيس محمود عباس    | [ 98 ]  |
| 15    | روبيرتو كالساديليا                         |                | 10 يونيو 2024             | البحر الميت، الجانب الأردني                                                          | بوليفيا          | سفير غير مقيم                                      | الرئيس محمود عباس    | [ 99 ]  |
| 16    | سوبارك برونغثورا                           |                | 9 يوليو 2024              | مقر الرئاسة الفلسطينية ومقر سفارة دولة فلسطين لدى الأردن بواسطة "الفيديو كونفرنس"    | تايلاند          | سفير غير مقيم ومقر الإقامة الأردن                  | الرئيس محمود عباس    | [ 100 ] |
| 17    | ويلفريدو سانتوس                            |                | 9 يوليو 2024              | مقر الرئاسة الفلسطينية ومقر سفارة دولة فلسطين لدى الأردن بواسطة "الفيديو كونفرنس"    | الفلبين          | سفير غير مقيم ومقر الإقامة الأردن                  | الرئيس محمود عباس    | [ 100 ] |
| 18    | محمد ناصري بن عبد الرحمن                   |                | 9 يوليو 2024              | مقر الرئاسة الفلسطينية ومقر سفارة دولة فلسطين لدى الأردن بواسطة "الفيديو كونفرنس"    | ماليزيا          | سفير غير مقيم ومقر الإقامة الأردن                  | الرئيس محمود عباس    | [ 100 ] |
| 19    | سلافكو ماتانو فيتش                         |                | 9 يوليو 2024              | مقر الرئاسة الفلسطينية ومقر سفارة دولة فلسطين لدى الأردن بواسطة "الفيديو كونفرنس"    | البوسنة والهرسك  | سفير غير مقيم ومقر الإقامة الأردن                  | الرئيس محمود عباس    | [ 100 ] |
| 20    | محمد أجمل إقبال                            |                | 9 يوليو 2024              | مقر الرئاسة الفلسطينية ومقر سفارة دولة فلسطين لدى الأردن بواسطة "الفيديو كونفرنس"    | باكستان          | سفير غير مقيم ومقر الإقامة الأردن                  | الرئيس محمود عباس    | [ 100 ] |
| 21    | ساني نانا عايشة آنديا                      |                | 10 يوليو 2024             | مقر الرئاسة الفلسطينية ومقر سفارتي دولة فلسطين لدى مصر وقطر بواسطة "الفيديو كونفرنس" | النيجر           | سفيرا فوق العادة ومفوضا وغير مقيم ومقر الإقامة مصر | الرئيس محمود عباس    | [ 101 ] |
| 22    | أحمد علي باري                              |                | 10 يوليو 2024             | مقر الرئاسة الفلسطينية ومقر سفارتي دولة فلسطين لدى مصر وقطر بواسطة "الفيديو كونفرنس" | جيبوتي           | سفيرا فوق العادة ومفوضا وغير مقيم ومقر الإقامة مصر | الرئيس محمود عباس    | [ 101 ] |
| 23    | كاثرين نوروجيان كونجي                      |                | 10 يوليو 2024             | مقر الرئاسة الفلسطينية ومقر سفارتي دولة فلسطين لدى مصر وقطر بواسطة "الفيديو كونفرنس" | مالاوي           | سفيرا فوق العادة ومفوضا وغير مقيم ومقر الإقامة مصر | الرئيس محمود عباس    | [ 101 ] |
| 24    | ميلتون السيديس ماغانا هيريرا               |                | 10 يوليو 2024             | مقر الرئاسة الفلسطينية ومقر سفارتي دولة فلسطين لدى مصر وقطر بواسطة "الفيديو كونفرنس" | السلفادور        | سفيرا فوق العادة ومفوضا وغير مقيم ومقر الإقامة قطر | الرئيس محمود عباس    | [ 101 ] |
| 25    | إسماعيل كوبان أوغلو                        |                | 10 يوليو 2024             | مقر وزارة الخارجية والمغتربين الفلسطينية                                             | تركيا            | القنصل التركي العام في القدس                       | محمد مصطفى           | [ 102 ] |
| 26    | عبد الله بن عمر بن سالم الحداد             |                | 19 أغسطس 2024             | مقر رئاسة الوزراء                                                                    | عُمان             | قائم بأعمال رئيس مكتب تمثيل، ووزير مفوض            | محمد مصطفى           | [ 103 ] |
| 27    | نيستور أوموهانجي                           |                | 22 أغسطس 2024             | مقر رئاسة الوزراء                                                                    |                  | ممثل صندوق الأمم المتحدة للسكان                    | محمد مصطفى           | [ 104 ] |
| 28    | تارجا كانجاسكورتي (Q130321096)             |                | 18 سبتمبر 2024            | مقر وزارة الخارجية والمغتربين الفلسطينية                                             | فنلندا           | رئيس مكتب تمثيل                                    | فارسين شاهين         | [ 105 ] |
| 29    | غراهام داتيلز (Q130321109)                 |                | 18 سبتمبر 2024            | مقر وزارة الخارجية والمغتربين الفلسطينية                                             | كندا             | رئيس مكتب تمثيل                                    | فارسين شاهين         | [ 106 ] |
| 30    | جابور ديكزازي                              |                | 9 أكتوبر 2024             | مقر وزارة الخارجية والمغتربين الفلسطينية                                             | المجر            | رئيس مكتب تمثيل                                    | فارسين شاهين         | [ 107 ] |
| 31    | أرايكي كاتسوهيكو                           |                | 11 نوفمبر 2024            | مقر وزارة الخارجية والمغتربين الفلسطينية                                             | اليابان          | رئيس مكتب تمثيل                                    | فارسين شاهين         | [ 108 ] |
| 32    | نيدا دالمانتايتي                           |                | 11 ديسمبر 2024            | مقر وزارة الخارجية والمغتربين الفلسطينية                                             | ليتوانيا         | رئيس مكتب تمثيل                                    | فارسين شاهين         |         |
| 33    | خوسي خافيير غوتيريز بلانكو-نافاريت         |                | 17 ديسمبر 2024            | مقر وزارة الخارجية والمغتربين الفلسطينية                                             | إسبانيا          | قنصل عام                                           | فارسين شاهين         | [ 109 ] |

## وفيات
| الرقم | الاسم                                     | صورة | تاريخ الوفاة | العمر عند الوفاة | مكان الوفاة                    | سبب الوفاة                                 | ملاحظات | مرجع            |
| ----- | ----------------------------------------- | ---- | ------------ | ---------------- | ------------------------------ | ------------------------------------------ | --- | --------------- |
| 1     | فيصل حلمي رشيد أبو خضرا                   |      | 1 يناير      | 89               | القاهرة                        | أسباب طبيعية                               | سياسي فلسطيني | [ 110 ]         |
| 2     | صالح محمد سليمان العاروري                 |      | 2 يناير      | 57               | الضاحية الجنوبية، بيروت        | اغتيال                                     | نائب رئيس المكتب السياسي لحركة حماس بين عامي 2017 و2024 | [ 111 ]         |
| 3     | هاني عبد الحكيم سليمان مصدر               |      | 6 يناير      | 42               | المصدر                         | ضربة جوية إسرائيلية                        | رياضي ومدرب فلسطيني | [ 112 ]         |
| 4     | مصطفى ثريا                                |      | 7 يناير      | 30               | خان يونس                       | ضربة جوية إسرائيلية                        | صحفي فلسطيني | [ 113 ]         |
| 5     | حمزة وائل حمدان الدحدوح                   |      | 7 يناير      | 27               | خان يونس                       | ضربة جوية إسرائيلية                        | صحفي فلسطيني | [ 114 ]         |
| 6     | هند رجب                                   |      | 29 يناير     | 6                | غزة                            | عيار ناري إسرائيلي                         | طفلة فلسطينية |                 |
| 7     | زينب ساق الله (Q124448855)                |      | 5 فبراير     | 93               | لبنان                          | مرض عضال                                   | مُعلمة وسياسية فلسطينية وعضو المؤتمر التأسيسي الأول لمنظمة التحرير الفلسطينية | [ 115 ]         |
| 8     | أنهار دار الديك (Q108365798)              |      | 10 فبراير    | 28               | كفر نعمة                       | سقوط عن علو                                | ممرضة مساعدة وأسيرة سابقة في سجون الاحتلال الإسرائيلي | [ 116 ]         |
| 9     | ناصر إبراهيم أحمد أبو النور               |      | 21 فبراير    | 59               | رفح                            | ضربة جوية إسرائيلية                        | ممرض قانوني وباحث وأكاديمي فلسطيني | [ 117 ]         |
| 10    | فتحي غبن                                  |      | 25 فبراير    | 77               | دير البلح                      | مرض عضال                                   | فنان تشكيلي ونحات فلسطيني | [ 118 ]         |
| 11    | سليم عرفات إبراهيم المبيض                 |      | 28 فبراير    | 80               | غزة                            | مرض عضال                                   | مؤرخ وكاتب فلسطيني | [ 119 ]         |
| 12    | محمد محمد حسن بركات                       |      | 11 مارس      | 39               | خان يونس                       | ضربة جوية إسرائيلية                        | لاعب كرة قدم فلسطيني دولي | [ 120 ]         |
| 13    | فائق عبد الرؤوف محمد المبحوح              |      | 18 مارس      | 55               | قُرب مجمع الشفاء الطبي، غزة     | إصابة بعيار ناري                           | قائد العمليات في جهاز الأمن الداخلي، غزة (Q124971585) | [ 121 ]         |
| 14    | عبدالله حسين عبد الله حجاز                |      | 21 مارس      | 78               | القاهرة                        | مرض عضال                                   | سياسي ودبلوماسي فلسطيني | [ 122 ]         |
| 15    | حاتم الغمري (Q125769387)                  |      | 8 أبريل      | 43               | محافظة دير البلح               | ضربة جوية إسرائيلية                        | رئيس بلدية المغازي (2020–2024) | [ 123 ]         |
| 16    | عدنان أحمد عطيه البرش                     |      | 19 أبريل     | 49               | سجن عوفر                       | التعذيب                                    | جراح عظام فلسطيني، أعلن عن استشهاده في 2 مايو 2024 | [ 124 ]         |
| 17    | أيوب رباح (Q125584736)                    |      | 23 أبريل     | 77               |                                |                                            | رئيس بلدية رام الله (1999–2005) ورجل أعمال |                 |
| 18    | علاء أديب عبد الجبار شريتح                |      | 4 مايو       | 44               | دير الغصون، محافظة طولكرم      | اغتيل من قبل إسرائيل                       | قائد عسكري فلسطيني، كان قائدًا لكتائب القسام في الضفة الغربية حتى اغتياله. | [ 125 ] [ 126 ] |
| 19    | مازن سعادة                                |      | 10 مايو      | 64               | عمان                           | مرض عضال                                   | كاتب وناشط سياسي وروائي وفنان فلسطيني | [ 127 ] [ 128 ] |
| 20    | طلال خليل محمد أبو ظريفة                  |      | 13 مايو      | 64               | الصبرة، غزة                    | ضربة جوية إسرائيلية                        | عضو المكتب السياسي للجبهة الديمقراطية لتحرير فلسطين | [ 129 ]         |
| 21    | سناء عسلية (Q126175309)                   |      | 15 مايو      |                  | مخيم جباليا                    | ضربة جوية إسرائيلية                        | ممرضة قانونية فلسطينية |                 |
| 22    | ردينة أبو عودة (Q126175233)               |      | 16 مايو      |                  |                                | ضربة جوية إسرائيلية                        | ممرضة قانونية فلسطينية |                 |
| 23    | أسيد عبد الفتاح (Q126365706)              |      | 21 مايو      | 51               | جنين                           | إصابة بعيار ناري                           | جراح فلسطيني يعمل بمستشفى جنين الحكومي | [ 130 ]         |
| 24    | ناصر سليمان أمين دمج                      |      | 2 يونيو      | 57               | رام الله                       | نوبة قلبية                                 | كاتب وباحث ومؤرخ فلسطيني وأسير محرر | [ 131 ]         |
| 25    | وليد عبدلله أيوب                          |      | 4 يونيو      | 76               | مصر                            | مرض عضال                                   | رياضي وأولمبي فلسطيني |                 |
| 26    | إياد أحمد عبد العزيز مغاري                |      | 6 يونيو      | 44               | النصيرات، دير البلح            | ضربة جوية إسرائيلية                        | رئيس بلدية النصيرات (2020–2024) | [ 132 ]         |
| 27    | ماجد أبو مراحيل                           |      | 11 يونيو     | 61               | مستشفى شهداء الأقصى، دير البلح | قصور كلوي                                  | رياضي وأولمبي فلسطيني | [ 133 ]         |
| 28    | هاني مسمح (Q127602051)                    |      | 17 يونيو     | 37               | مستشفى شهداء الأقصى، دير البلح | مضاعفات إصابة بعيار ناري                   | حكم دولي فلسطيني في كرة القدم | [ 134 ]         |
| 29    | نبيلة راشد صدقي عبد الكريم النمر          |      | 26 يونيو     | 86               | عمان                           | مرض عضال                                   | سياسية فلسطينية | [ 135 ]         |
| 30    | فهد السيد (Q127246958)                    |      | 6 يوليو      | 74               | طولكرم                         | مرض عضال                                   | أمين عام المجلس الطبي الفلسطيني مُنذ عام 2021 وحتى وفاته عام 2024 | [ 136 ] [ 137 ] |
| 31    | إيهاب ربحي أحمد الغصين                    |      | 7 يوليو      | 45               | غزة                            | ضربة جوية إسرائيلية                        | المتحدث الرسمي باسم وزارة الداخلية والأمن الوطني في غزة ووكيل وزارة العمل في غزة | [ 138 ]         |
| 32    | وسيم أيمن جمعة أبو ديب                    |      | 10 يوليو     | 23               | بني سهيلا                      | ضربة جوية إسرائيلية                        | عداء سريع فلسطيني | [ 139 ]         |
| 33    | أنور نصار (Q127477055)                    |      | 15 يوليو     | 57               | مخيم النصيرات                  | قذيفة من سلاح المدفعية الإسرائيلي          | محاضر وأستاذ جامعي فلسطيني | [ 140 ]         |
| 34    | سائد عبد الرحيم محمد أبو سليم             |      | 17 يوليو     | 41               | مستشفى رفيديا، نابلس           | ضرب مفضي إلى الموت، جريمة قتل              | لاعب كرة قدم وحارس مرمى فلسطيني | [ 141 ]         |
| 35    | إسماعيل عبد السلام أحمد هنية              |      | 31 يوليو     | 61               | طهران                          | ضربة جوية إسرائيلية                        | رئيس حركة حماس، وررئيس سابق للحكومة الفلسطينية العاشرة والحادية عشر | [ 142 ]         |
| 36    | محمد وسيم جمال خضر أبو شعبان (Q128337056) |      | 31 يوليو     | 36               | طهران                          | ضربة جوية إسرائيلية                        | مرافق شخصي لإسماعيل هنية | [ 142 ]         |
| 37    | إسماعيل ماهر خميس الغول                   |      | 31 يوليو     | 27               | مخيم الشاطئ                    | ضربة جوية إسرائيلية                        | مراسل وصحفي لقناة الجزيرة، اغتالته إسرائيل خلال تواجده قرب منزل إسماعيل هنية المُهدم بمخيم الشاطئ | [ 143 ]         |
| 38    | رامي إياد شعبان الريفي (Q128211032)       |      | 31 يوليو     | 26               | مخيم الشاطئ                    | ضربة جوية إسرائيلية                        | مصور لقناة الجزيرة، اغتالته إسرائيل خلال تواجده قرب منزل إسماعيل هنية المُهدم بمخيم الشاطئ | [ 143 ]         |
| 39    | خالد سائد الشوا (Q128320869)              |      | 31 يوليو     | 17               | مخيم الشاطئ                    | ضربة جوية إسرائيلية                        | طفل فلسطيني، قتلته الضربة الجوية التي اغتالت إسماعيل الغول ورامي الريفي |                 |
| 40    | نائل السخل (Q128336627)                   |      | 31 يوليو     | 47               | غزة                            | ضربة جوية إسرائيلية                        | أسير مُحرر مُبعد إلى غزة من نابلس |                 |
| 41    | شحاده إسماعيل (Q128438135)                |      | 4 أغسطس      | 72               | رام الله                       | مرض عضال                                   | قائد الأمن الخاص السابق بالرئيس الفلسطيني |                 |
| 42    | عبد الفتاح الزريعي (Q130285167)           |      | 4 أغسطس      | 53               | دير البلح                      | ضربة جوية إسرائيلية                        | وكيل وزارة الاقتصاد الوطني في قطاع غزة |                 |
| 43    | بلال الحسن                                |      | 8 أغسطس      | 85               | باريس                          | مرض عضال                                   | صحفي وكاتب فلسطيني وعضو سابق باللجنة التنفيذية لمنظمة التحرير الفلسطينية | [ 144 ]         |
| 44    | يوسف شحدة محمد الكحلوت                    |      | 10 أغسطس     |                  | حي الدرج، غزة                  | ضربة جوية                                  | أستاذ جامعي في اللغة العربية والأدب والنقد |                 |
| 45    | فاروق رفيق الأسعد القدومي                 |      | 22 أغسطس     | 93               | عمان                           | أسباب طبيعية                               | سياسي ودبلوماسي فلسطيني، وأحد مؤسسي منظمة التحرير الفلسطينية | [ 145 ]         |
| 46    | مازن القطو (Q124301297)                   |      | 23 أغسطس     | 76               | شيكاغو                         | أسباب طبيعية                               | عالم وبروفيسور فلسطيني في مجال الصيدلة، وُلِدَ في مدينة طولكرم الفلسطينية بتاريخ 2 سبتمبر 1948 ونشأ فيها، عمل أستاذًا للصيدلة في عددٍ من الجامعات العربية، حيث كان أستاذًا للصيدلة في جامعة الملك سعود في السعودية، وعميدًا لكلية الصيدلة في جامعة الإسراء في الأردن ومساعدًا لرئيس الجامعة، وعميدًا لكلية الصيدلة في جامعة الشارقة في الإمارات العربية، وعمل في جامعة المجمعة في السعودية أستاذًا في كلية الطب وقسم التعليم الطبي فيها ورئيسًا للجنة التعاون الدولي لوكالة كلية الطب للدراسات العليا والبحث العلمي، وله عدة أبحاث علمية طبية في مجال الأمراض وعلاجها وعلم العقاقير الدوائية، كما نال عدة جوائز علمية. | [ 156 ]         |
| 47    | مفيد عبد ربه                              |      | 28 أغسطس     | 67               | الولايات المتحدة               | أسباب طبيعية                               | سياسي وبرلماني فلسطيني | [ 157 ]         |
| 48    | عماد يحيى عبد الجواد عمران                |      | 13 سبتمبر    | 59               | النمسا                         | أسباب طبيعية                               | فدائي فلسطيني نفذ عملية ضد الطيران الإسرائيلي في النمسا في عقد 1980. | [ 158 ]         |
| 49    | نايف عبد الرحيم علي جراد                  |      | 15 سبتمبر    | 68               | أريحا                          | أسباب طبيعية                               | سياسي فلسطيني | [ 159 ]         |
| 50    | سامي فايز خليل مسلّم                       |      | 26 سبتمبر    | 76               | رام الله                       | أسباب طبيعية                               | سياسي وكاتب وباحث فلسطيني | [ 160 ]         |
| 51    | يوجين ميشيل مخلوف                         |      | 7 أكتوبر     | 92               | ستوكهولم                       | أسباب طبيعية                               | دبلوماسي فلسطيني سابق |                 |
| 52    | زياد موسى أحمد أبو هليل                   |      | 7 أكتوبر     | 66               | مستشفى دورا                    | ضرب مفضي إلى الموت بواسطة الجيش الإسرائيلي | رجل إصلاح عشائري في الخليل | [ 161 ]         |
| 53    | أشرف الجدي                                |      | 24 أكتوبر    |                  | مخيم النصيرات                  | ضربة جوية إسرائيلية                        | عميد كلية التمريض في الجامعة الإسلامية بغزة | [ 162 ]         |
| 54    | سلوى أبو خضرا                             |      | 15 نوفمبر    | 95               | عمّان                           | أسباب طبيعية                               | سياسية فلسطينية | [ 163 ]         |
| 55    | دياب الجرو (Q131863502)                   |      | 14 ديسمبر    | 50               | دير البلح                      | ضربة جوية إسرائيلية                        | رئيس بلدية دير البلح |                 |
| 56    | فؤاد حجازي محمد الشوبكي                   |      | 19 ديسمبر    | 84               |                                | أسباب طبيعية                               | سياسي وعسكري فلسطيني | [ 164 ]         |
| 57    | عبد الإله الأتيرة (Q131551034)            |      | 24 ديسمبر    | 76               |                                | أسباب طبيعية                               | سياسي فلسطيني | [ 165 ]         |

## أوسمة
هذه قائمة الأوسمة التي منحها الرئيس الفلسطيني محمود عباس خلال عام 2024
| الرقم | الاسم                                     | صورة | الوسام                                              | تاريخ تقليد الوسام | الدور                           | السبب | مرجع    |
| ----- | ----------------------------------------- | ---- | --------------------------------------------------- | ------------------ | ------------------------------- | --- | ------- |
| 1     | عمر سيسكو إمبالو                          |      | درجة «القلادة الكبرى» من وسام دولة فلسطين           | 4 مارس 2024        | رئيس غينيا بيساو                | «تقديرا لدوره المتميز في تعزيز علاقات الصداقة والتعاون بين فلسطين وغينيا بيساو، وتثمينا لجهوده في دعم الشعب الفلسطيني ونصرة قضيته العادلة لنيل حريته واستقلاله.» | [ 166 ] |
| 2     | مونغانه وولي سيروته                       |      | درجة «التألق» من وسام الثقافة والعلوم والفنون       | 22 مارس 2024       | الشاعر الوطني لجنوب إفريقيا     | «تقديرًا لجهوده الإبداعية والأكاديمية وإسهاماته الشعرية الوازنة، بوصفه الشاعر الوطني لجنوب إفريقيا، وتأكيدًا على دفاعه عن الحرية والقضايا العادلة من أجل التحرر، ودعمه للقضية الفلسطينية.» | [ 167 ] |
| 3     | نجم الدين أربكان أكيوز                    |      | درجة «نجمة القدس» من وسام القدس                     | 11 مايو 2024       | لاعب تركي في رياضة ووشو         | «تقديرا لتألقه الرياضي وشجاعته، وتثمينا لتضامنه مع الشعب الفلسطيني ونصرة قضيته العادلة على طريق الحرية والاستقلال.» | [ 168 ] |
| 4     | غوستافو بيترو                             |      | درجة «القلادة الكبرى» من وسام دولة فلسطين           | 3 يونيو 2024       | رئيس كولومبيا                   | «تقديرا لدوره في الدفاع عن حقوق الإنسان وكرامته وحقه في العيش بحرية وكرامة في وطنه، وعدم سكوته عن الظلم أو الاضطهاد والإبادة الجماعية أينما كانت، ورفع صوته في كل بقاع العالم مناديا بالعدالة والحق والحرية، وتثمينا لجهوده في تعزيز علاقات الصداقة والتعاون بين جمهورية كولومبيا ودولة فلسطين، ودعم حقوق شعبنا ونصرة قضيته العادلة على طريق الحرية والاستقلال.» | [ 169 ] |
| 5     | أحمد رضا ديمرير (Q126386062)              |      | درجة «نجمة القدس» من وسام القدس                     | 6 يونيو 2024       | القنصل التركي العام في القدس    | «تقديرا لدوره المتميز في تعزيز علاقات الصداقة والتعاون بين دولة فلسطين وجمهورية تركيا، وتثمينا لجهوده في دعم الشعب الفلسطيني ونصرة قضيته العادلة لنيل حريته واستقلاله.» | [ 170 ] |
| 5     | تورون فيسته                               |      | درجة «نجمة الصداقة» من وسام الرئيس محمود عباس       | 11 يوليو 2024      | ممثلة النرويج لدى فلسطين        | «تقديرا لدورها المتميز في تعزيز علاقات الصداقة والتعاون بين فلسطين ومملكة النرويج، وتثمينا لجهودها في دعم الشعب الفلسطيني ونصرة قضيته العادلة لنيل حريته واستقلاله.» | [ 171 ] |
| 7     | بايفيي بلتكوسكي                           |      | درجة «نجمة الصداقة» من وسام الرئيس محمود عباس       | 11 يوليو 2024      | ممثلة فنلندا لدى فلسطين         | «تقديرا لدورها المتميز في تعزيز علاقات الصداقة والتعاون بين فلسطين وفنلندا، وتثمينا لجهودها في دعم الشعب الفلسطيني ونصرة قضيته العادلة لنيل حريته واستقلاله.» | [ 172 ] |
| 8     | فريدي يانييث                              |      | درجة «مستوى التألق» من وسام الثقافة والعلوم والفنون | 12 يوليو 2024      | نائب رئيس فنزويلا               | «تقديرا لمساهماته الإبداعية والفنية ودوره الوازن في دعم القضية الفلسطينية وثقافتها الراسخة، وتأكيدا على إسناده لتثبيت حضور فلسطين على خارطة أمريكا اللاتينية والعالم.» | [ 173 ] |
| 9     | سالم بن حبيب بن سلام العميري (Q127475747) |      | وسام الاستحقاق والتميز                              | 14 يوليو 2024      | ق. أ ممثل سلطنة عُمان لدى فلسطين | «تقديراً لدوره المتميز في تعزيز علاقات الاخوة والتعاون بين فلسطين وسلطنة عُمان، وتمثيناً لجهوده في دعم الشعب الفلسطيني ونصرة قضيته العادلة لنيل الحرية والاستقلال.» | [ 174 ] |
| 10    | جوكو ويدودو                               |      | درجة «القلادة الكبرى» من وسام دولة فلسطين           | 19 أغسطس 2024      | رئيس إندونيسيا                  | «تقديراً لمواقفه الشجاعة والمبدئية وبلده تجاه القضية الفلسطينية وحقوق شعبنا غير القابلة للتصرف.» | [ 175 ] |
| 11    | ريتنو مارسودي                             |      | درجة «نجمة الاستحقاق» من وسام دولة فلسطين           | 20 أغسطس 2024      | وزيرة الخارجية الإندونيسية      | «تقديراً لجهودها في الدفاع عن الحقوق الفلسطينية.» | [ 176 ] |
| 12    | بشمسواف شيش                               |      | درجة «نجمة الصداقة» من وسام الرئيس محمود عباس       | 31 أغسطس 2024      | ممثل بولندا لدى فلسطين          | «تقديرا لدوره في تعزيز علاقات الصداقة والتعاون بين فلسطين وبولندا، وتثمينا لدوره في دعم الشعب الفلسطيني ونصرة القضية العادلة على طريق الحرية والاستقلال.» | [ 177 ] |
| 13    | يوئيتشي ناكاشيما (Q131195345)             |      | درجة «نجمة الصداقة» من وسام الرئيس محمود عباس       | 15 نوفمبر 2024     | ممثل اليابان لدى فلسطين         | «تقديراً لدوره المتميز في تعزيز علاقات الصداقة والتعاون بين دولة فلسطين واليابان، وتثميناً لجهوده في دعم الشعب الفلسطيني ونصرة قضيته العادلة لنيل حريته واستقلاله.» | [ 178 ] |
| 14    | جيل دوفير                                 |      | درجة «نجمة الحرية» من وسام دولة فلسطين              | 6 ديسمبر 2024      | محام فرنسي                      | «تقديرا وعرفانا لدوره في مناصرة القضية الفلسطينية.» | [ 179 ] |
| 15    | مريم بشارات                               |      | درجة «ميدالية الإنجاز» من وسام الرئيس محمود عباس    | 7 ديسمبر 2024      | لاعبة كاراتية فلسطينية          | «تقديراً لإنجازها غير مسبوق بتاريخ رياضة الكاراتيه الفلسطينية.» | [ 180 ] |

## تأسيسات وانحلالات
| الرقم | الحدث  | الاسم                                                          | التاريخ        | المقر الرئيسي       | السبب                                 | مرجع    |
| ----- | ------ | -------------------------------------------------------------- | -------------- | ------------------- | ------------------------------------- | ------- |
| 1     | تأسيس  | المستشفى الميداني البريطاني، دير البلح (Q126177717)            | مايو 2024      | الزوايدة، دير البلح |                                       |         |
| 2     | انحلال | المستشفى الميداني الإندونيسي، رفح (Q126174718)                 | 28 مايو 2024   | مدينة رفح           | الهجوم الإسرائيلي على رفح (مايو 2024) | [ 181 ] |
| 3     | تأسيس  | مستشفى الكويت التخصصي الميداني (Q126384643)                    | مايو 2024      | المواصي، خان يونس   |                                       |         |
| 4     | تأسيس  | مستشفى اللجنة الدولية للصليب الأحمر الميداني، رفح (Q126384433) | مايو 2024      | مدينة رفح           |                                       | [ 182 ] |
| 5     | انحلال | بنك الاستقلال للاستثمار والتنمية                               | 29 سبتمبر 2024 | البيرة              |                                       | [ 183 ] |